# Jheronimus de Clibano
Jheronimus de Clibano ('s-Hertogenbosch, ca. 1459 – Frankrijk, tussen 26 maart en 16 mei 1503) was een Zuid-Nederlands componist en zanger behorend tot de Renaissance.
Hij was een zoon van Nycasius de Clibano, die hem voorging als componist en zanger. Zijn broer, Jan de Clibano, is alleen als zanger bekend. Van november 1484 tot begin 1488 was hij zanger van de Bossche Illustre Lieve Vrouwe Broederschap. Ook werd De Clibano, net als zijn vader, benoemd tot ‘gezworen broeder’ (lid in hoogste rang) van deze broederschap. Daarna vertrok hij naar Brugge, waar hij benoemd werd tot succentor van de Sint-Donaaskathedraal. Gaandeweg verwaarloosde hij zijn taken echter, waardoor hij in 1497 ontslagen werd en naar Antwerpen vertrok, waar hij in 1499 Jacob Obrecht opvolgde als kapelmeester van de Onze-Lieve-Vrouwekathedraal. Op 6 augustus 1500 werd hij samen met de componist Alexander Agricola in dienst genomen van de Grande chapelle van de landsheer van de Nederlanden, Philips de Schone. Als lid van de Grande chapelle reisde hij naar Spanje, maar overleed op de terugweg, mogelijk in de Franse stad Lyon.
- MusicBrainz: 37adbed8-76fd-488d-b171-4c616bd68e09
- Virtual International Authority File: 7651776